# 大花刺参
大花刺参（学名：Morina nepalensis var. delavayi）为川续断科刺续断属下的一个变种。

## 扩展阅读
- 維基物種上的相關：大花刺参